# انتون هگارتی
انتون هگارتی (انگلیسی: Anton Hegarty؛ ۱۴ دسامبر ۱۸۹۲ – ۱۰ اوت ۱۹۴۴) ورزشکار دو و میدانی اهل بریتانیا بود.